# Vodatj
Vodatj (bulgariska: Водач) är en ort i Bulgarien.   Den ligger i kommunen Obsjtina Tjernootjene och regionen Kărdzjali, i den centrala delen av landet, 200 km sydost om huvudstaden Sofia. Antalet invånare är 291.